# سنگ‌نگاره‌های ساسانی
سنگ‌نگاره‌های ساسانی موضوعات مذهبی و رویدادهای تاریخی و قدرت و عظمت فرمانروای ساسانی را بر صخره‌ها، مهرها، سکه‌ها و مخصوصاً نقش برجسته‌ها به تصویر کشیده‌اند.

## صحنه‌های مذهبی

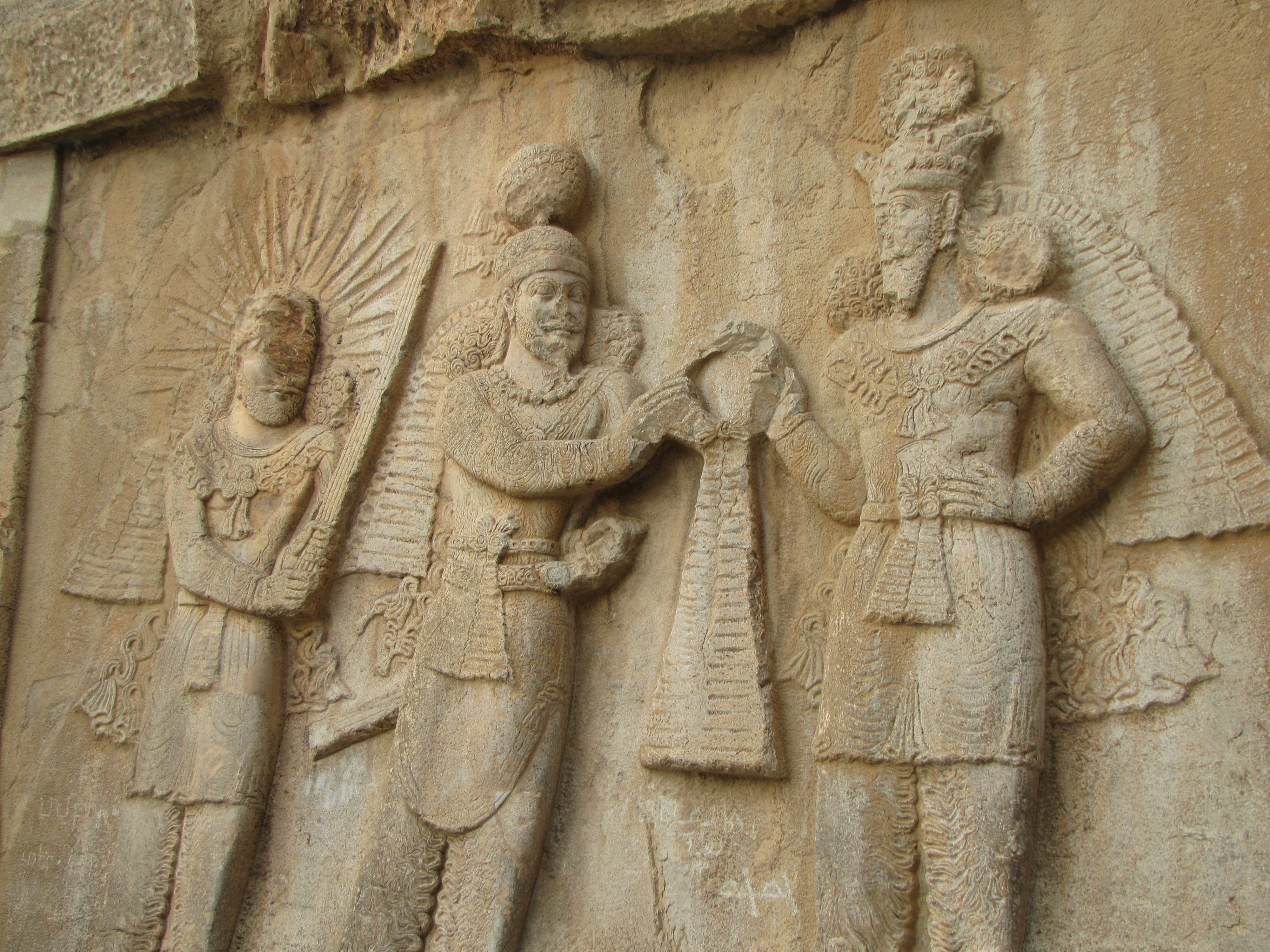
نمایی از نقش برجستهٔ تاج ستانی اردشیر دوم

صحنه‌های مذهبی عمدتاً بیانگر اهداء حلقه سلطنت از سوی اهورا مزدا نماینده اهورا مزدا یعنی کرتیر موبد زرتشتی ویا آناهیتا به شهر یاران ساسانی است. در حقیقت با این تصاویر ساسانیان خود را نماینده و برگزیده اهورا مزدا درروی زمین می‌دانستند. تصاویر نقش شده بر مهرها، سکه‌ها و مخصوصاً نقش برجسته‌ها نشان می‌دهد که شاهان ساسانی هر یک تاج مخصوص به خود داشته‌اند وتاج در حقیقت نشانه پیوند فرمانروا با نیروهای آسمانی بوده و علائم و تزئینات آن نیز این مسئله را تأیید می‌کند. چنان‌که بال‌های شاهین، پرتو خورشید، نقش ستاره و هلال ماه از این جمله می‌باشند. پیمان ساختن تاج‌های اختصاصی درمیان شاهان بسیار مهم و استوار بودو فقط در اثر رویدادهایی مانند فتوحات بسیار مهم ویا شکست‌های ناگوار پادشاه ممکن بود تاج تازه‌ای اختیار کند. با این اختصاصات ویژه از تاج به عنوان وسیله‌ای برای شناخت فرمانروا در نقش برجسته‌های ساسانی استفاده می‌شود. چنان‌که اشاره شد موضوعات مذهبی در سنگ نگاره‌های ساسانی به هفت گونه نموده شده‌اند. نقوش بیان‌کننده این موضوعات در فیروزآباد، نقش رستم، نقش رجب، برم دلک، تنگ قندیل، گویم و تاق بستان قرار دارند.

### نقش تاج بخشی اهورا مزدا به اردشیر اول-۱۵ کیلومتری فیروزآباد

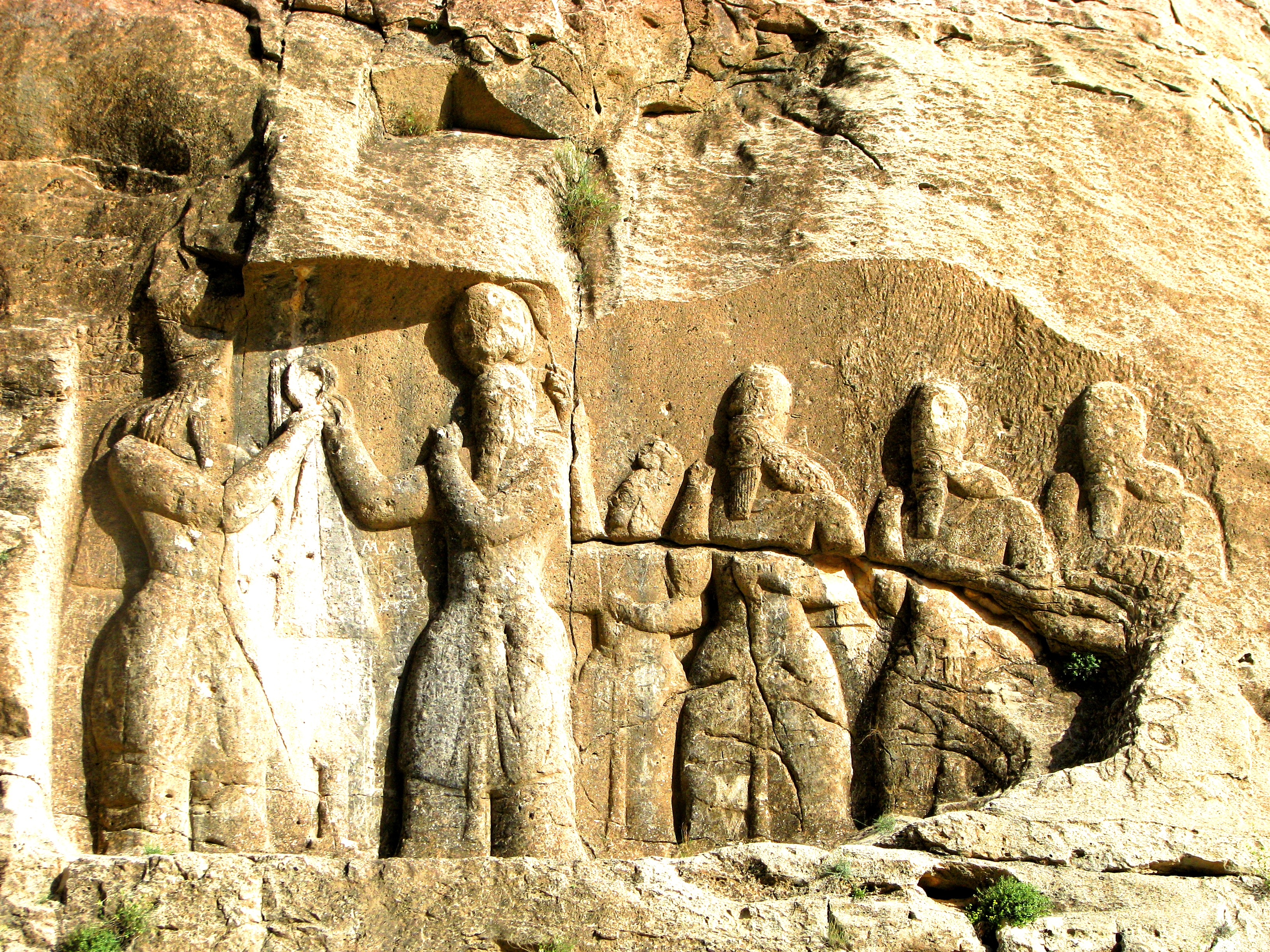
نخستین سنگ‌نگارهٔ «دیهیم‌ستانیِ» و دومین سنگ‌نگارهٔ اردشیر از اهورامزدا، اردشیر ایستاده در پیشاپیش ملازمانش، شهر گور (فیروزآباد کنونی)

این نقش در پانزده کیلومتری فیروزآباد و در سمت راست رودخانه تنگاب بر صخره حک شده‌است که مراسم تاج بخشی اهورامزدا به اردشیر را نمایش می‌دهد. در این تصویر اهورامزدا مظهر سلطنت یا نماد فراایزدی راکه به صورت حلقه‌ای مجسم شده وانتهای آن به روبانی متصل است به اردشیر هدیه می‌کند. اهورامزدا و اردشیر درطرفین یک آتشدان قرارگرفته‌اند و اردشیر حلقه را با دست راست از اهورامزدا دریافت می‌کند درحالی که دست چپ را به نشانه احترام بلند کرده‌است. قد و اندام هردو یکسان است، اما آرایش گیسوان آن‌ها متفاوت است. اهورامزدا تاجی کنگره‌دار و شاه تاجی که بربالای آن یک گوی قرارگرفته‌است بر سر دارد. درپشت سر شاه نجیب زاده‌ای که قدکوتاهی دارد چیزی را بالای سر شاه قرارگرفته‌است و پشت سر او سه تن از بزرگان قراردارد.
آن‌ها دست راست را به نشانه احترام بالاگرفته و انگشت سبابه راخم نموده اندودست چپ را بر روی شمشیرهای بلندی که بر کمر بسته‌اند قرار داده‌اند. کلاه این سه نفر همانند، اما آرایش موی آن‌ها متفاوت است. فردی که پشت سر اردشیر قرار گرفته جوانی بدون ریش و سیبیل بوده و به احتمال زیاد هرمز نوه او فرزند شاپور می‌باشد؛ و برخلاف نظر گیریشمن شی ای که دردست او قرار دارد مگس پران نبوده بلکه باید شی ای مقدس تلقی گردد.
فرد بعدی که درپشت سر این جوان قرار دارد را می‌توان با علامت ولیعهدی که برکلاه او نقش بسته شناسایی کرد، او شاپور فرزند محبوب اردشیر می‌باشد؛ و دو نفر بعدی نیز به احتمال زیاد پسران دیگر اردشیر می‌باشند که لباس و کلاه خود آن‌ها کاملاً شبیه ولیعهد بوده اما فاقد نشان و علامت سلطنتی هستند. بر بدنه آتشدان کتیبه‌ای به خط پهلوی ساسانی در هفت سطر وجود داشته که بر اثر عوامل طبیعی خراب و محو گردیده و قرائت آن ممکن نیست. اما از آنجا که کتیبه‌های ساسانی دارای فرمول مشخص بوده و به شیوه یک نواخت در نقش برجسته‌ها آورده شده‌اند، متن این کتیبه محو شده به صورت زیر پیشنهاد شده:
1. این پیکره
2. پرستنده مزدا
3. خداوندگار اردشیر
4. شاهنشاه ایران
5. از نژاد یزدان
6. پسر خدایگان
7. پاپک شاه است[۱]

### نقش تاج بخشی اهورامزدا به اردشیر اول – تخت جمشید (نقش رجب)

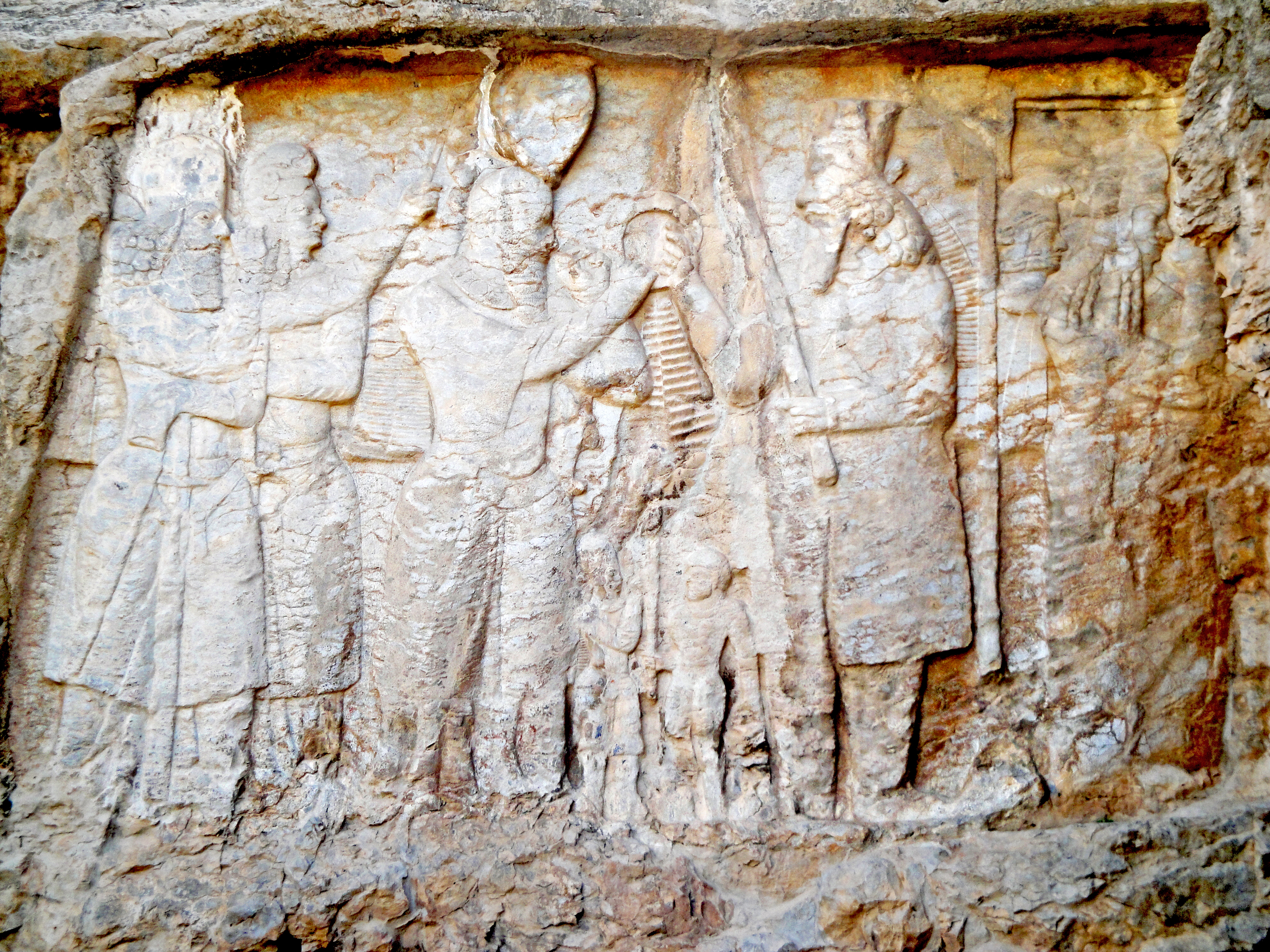
تاج بخشی به اردشیر یکم، نقش رجب

درسه کیلومتری شمال تخت جمشید، دست راست جاده و روبروی راهی که به نقش رستم می‌رود در شکافی دردرون کوه سه نقش برجسته ساسانی به تصویر کشیده شده که نقش تاجگیری اردشیر از اهورامزدا درجبهه شرقی این شکاف به تصویر کشیده شده‌است. طول این نقش ۵/۴و عرض آن ۵/۲متر می‌باشد. در این نقش اردشیر در سمت چپ تصویر قرار دارد و اهورامزدا در سمت راست. اردشیر دست راست خود رابرای گرفتن حلقه سلطنت که ازسوی ایزد به او هدیه می‌شد دراز نموده ودست چپ را در حالی که سبابه خود را به سوی پایین خم نموده به علامت نیایش بالاگرفته‌است. کلاه اردشیر همانند کلاهی است که درروی اغلب سکه‌ها برسر دارد. اهورامزدا دارای تاج کنگره‌داری بوده و ردائی کوتاه بر تن دارد، درپشت سر اردشیر جوانی بدون ریش دیده می‌شود، که چیزی را بلای سر اردشیر بادست راست نگاه داشته‌است ودست چپ را به نشانه احترام به قبضه شمشیر بلندی که بر کمرش بسته قرارداده است. این فرد به احتمال زیاد "هرمز " فرزند شاپور و نوه محبوب " اردشیر" است.
هرتسفلد و برخی مستشرقین دیگر این فرد را هرمز می‌دانند. در کنار او شخص دیگری که دارای ریش و موهای بلند است با همان حالت به خدا و شاه ادای احترام می‌کند این فرد شاپور ولیعهد اردشیر می‌باشد، در فاصله قرارگرفتن اهورامزدا و اردشیر دو طفل که به احتمال زیاد از خانواده سلطنتی می‌باشند دیده می‌شود، یکی از آن‌ها با داشتن کلاه پسر ودیگری با سر برهنه دختر به نظر می‌رسد. آن‌ها درست در زیر دیهیم حلقه سلطنت قرارگرفته‌اند. پشت سر پشت سر اهورامزدا و خارج از کادر که در آن صحنه دیهیم که بخشی نموده شده تصویر دونفر دیگر دیده می‌شود. این صحنه به وسیلهٔ یک ستون از صحنه قبلی جداشده و درحقیقت بنا یا پرستشگاه سرپوشیده ایی را در ذهن تداعی می‌کند که مراسم تاج بخشی در آن انجام می‌گیرد. یکی ا زاین دو نفر شباهت زیادی به شخصی که درپشت سر اردشیر قرارگرفته یعنی هرمز دارد و دیگری بانویی است که موهای بافته شده بر پشت اوبه صورت زنجیرهایی آویزان شده و کلاهی برسر دارد. او درحالی که پشت به صحنه قبلی دارد، دست راست خود را به نشانه احترام بالابرده است، این شخصیت با توجه به جوانی اوباید بانوی بانوان «دینک» همسر اردشیر باشد. تصویر تاج بخشی نقش رجب دارای شباهت‌های زیاد به نقش برجسته تنگاب فیروز آباد است، به نظر می‌رسد که بعد از نقش فیروز آباد، قدیمی‌ترین نقش برجسته ساسانی با موضوع مذهبی باشد. اگر نقش فردی که درتنگاب فیروز آباد ونقش رجب در پشت سر شاه قرارگرفته‌اند مربوط به شخصیت واحدی باشد، «هرمز اول» در این نقش از نقش قبلی مسن تر به نظر می‌رسد و این خود دلیلی برمتاخر بودن این نقش نسبت به نقش فیروز آباد است.

### نقش تاج بخشی اهورامزدا به هرمز اول-نقش رجب
این نقش در دیواره غربی شکفت نقش رجب کنده شده‌است. فرمانروا و اهورامزدا در این نقش سوار بر اسب به تصویر کشیده شده‌اند. شاه در سمت راست دست خود را به سوی حلقه شهریاری که اهورامزدا به او هدیه می‌کند دراز کرده‌است. صورت و افسر شاهان در این نقش در اثر عوامل مختلف آسیب دیده به‌طوری‌که تشخیص آن غیرممکن است. اهورامزدا تاج کنگره‌داری برسر دارد و صورت او به خوبی قابل تشخیص است. پس از بررسی‌های دقیق و طولانی به این نتیجه رسیدیم که این نقش تاج‌گیری هرمز پسر اول شاپور است، درحالی که اکثر شرق شناسان این تصویر را به شاپور اول نسبت داده‌اند. بامقایسه این نقش با نقش تاجگیری بهرام اول در بیشابور متوجه شدیم که این نقش ازلحاظ شیوه چهره‌نگاری به نقش بهرام اول بسیار نزدیک و همانند است.
این شباهت نه تنها ازنظر ترکیب نشانه‌ها در شیوه تصویر اجزای جداگانه (مانند پوشش فرمانروا و اهورامزدا، طرز نشان دادن عضلات اسب‌ها غیره) بلکه درتصویر اجزاء بسیارکوچک (زین افزار، حلقه شهریاری و نوار) نیز محسوس است. چنین به نظر می‌رد که همه عوامل مذکور موید نزدیک بودن این دو نقش ازلحاظ زمانی به یکدیگر است و این شباهت‌ها به قدری است که می‌توان گفت به احتمال زیاد و قریب به یقین این دو نقش توسط یک هنرمند در فاصله زمانی کوتاه ایجاد شده‌است.
اگراین نقش متعلق به شاپور بود باید در سال‌های اول سلطنت او این نقش ایجاد می‌شد که با نقش بهرام اول حدود سی سال فاصله زمانی را شامل می‌شد و حتی اگر یک هنرمند در این دوره طولانی می‌زیست به علت کهولت قادر به خلق دو اثر مشابه در این فاصله زمانی طولانی نبود؛ بنابراین این نقش مربوط به هرمز اول (۲۷۳–۲۷۲م) است که از لحاظ زمانی با نقش بهرام اول (۲۷۶–۲۷۳م) دارای فاصله زمانی کمی است. برخلاف گفته لوکونین و واندنبرگ این نقش فاقد کتیبه بوده و به نظر می‌رسد کتیبه‌ای راکه متعلق به شاپور بوده و درجوار این نقش قرار دارد به اشتباه به این نقش نسبت داده‌اند. احتمالاً یکی از این دو محقق به نوشته دیگری در معرفی کتیبه‌هایی که مربوط به این نقش نبوده‌استناد نموده‌است.

### صحنه تاج‌گیری از جانب آناهیتا-نقش رستم
این تصویر ویژه تاج‌گذاری نرسی در نقش رستم است. دراینجا مظهر فرمانروایی نه ازسوی اهورامزدا، بلکه ازسوی آناهیتا به او واگذار شده‌است. نرسی پس از پیروزی بر بهرام سوم و به دست آوردن تاج و تخت، نظام مذهبی که توسط موبد کریتر روحانی بزرگ و حامی بهرام دوم وسوم برقرارشده بود درهم ریخت و معیارهای جدیدی را جایگزین آن نمود که تاجگیری از آناهیتا به جای اهورامزدا رامی توان یکی از این تغییرات تلقی نمود. این نقش در جانب راست آرامگاه داریوش در نقش رستم ایجاد شده و دریک کادر مستطیلی به طول ۷۰/۵و عرض ۸۰/۳می‌باشد. نرسی در مرکز صحنه قراردارد، اوبه صورت تمام رخ و از روبرو تصویر گردیده ودست راست خود رابرای گرفتن حلقه سلطنت و فر ایزدی که از جانب آناهیتا ایزدبانوی آب‌ها به او اهدا می‌شود دراز کرده وبا دست چپ قبضه شمشیر را به علامت احترام نگاه داشته‌است، درمیان فرمانروا و آناهیتا کودکی دیده می‌شود که از خاندان سلطنتی است؛ زیرا لباس و پوشاک او موید این موضوع است او در زیرحلقه سلطنت و نوار آن قرارگرفته، مشابه این صحنه را در تاجگیری اردشیر اول در نقش رجب دیده بودیم که درآنجا نیز دو طفل از خاندان سلطنت حضور داشتند. روبروی فرمانروا آناهیتا نقش گردید است، او تاج کنگره‌دار سرگشادی که حلقه‌های مجعد موهایش از فراز آن پدیداراست بر سر دارد، لباس او دارای چین‌های دراز، موازی و موج‌ها و وظیفه ایزد آب‌ها را در بیننده تداعی می‌کند. پشت سر شاه فردی ایستاده که به احتمال زیاد ولیعهد او هرمز دوم می‌باشد؛ بر سر او تاجی قرار دارد که قسمت جلویی آن باسر اسب تزئین گردیده‌است. در سکه‌های بهرام دوم معمولاً ولیعهد با این کلاه وسایر خصوصیات نقش گردیده که این شباهت‌های آشکار، ولیعهدی این فرد را تأیید می‌کند. پشت سر او شخص دیگری از خانواده سلطنتی دیده می‌شود که تصویر او در اثر عوامل طبیعی و مرور زمان فرسوده شده و شناسایی شخصیت او را دشوار ساخته‌است. این نقش مربوط به تاجگذاری رسمی نرسی در سال ۲۹۳میلادی می‌باشد.

### دریافت نماد شهریاری (حلقه سلطنت) از اهورامزدا و آناهیتا-تاق بستان

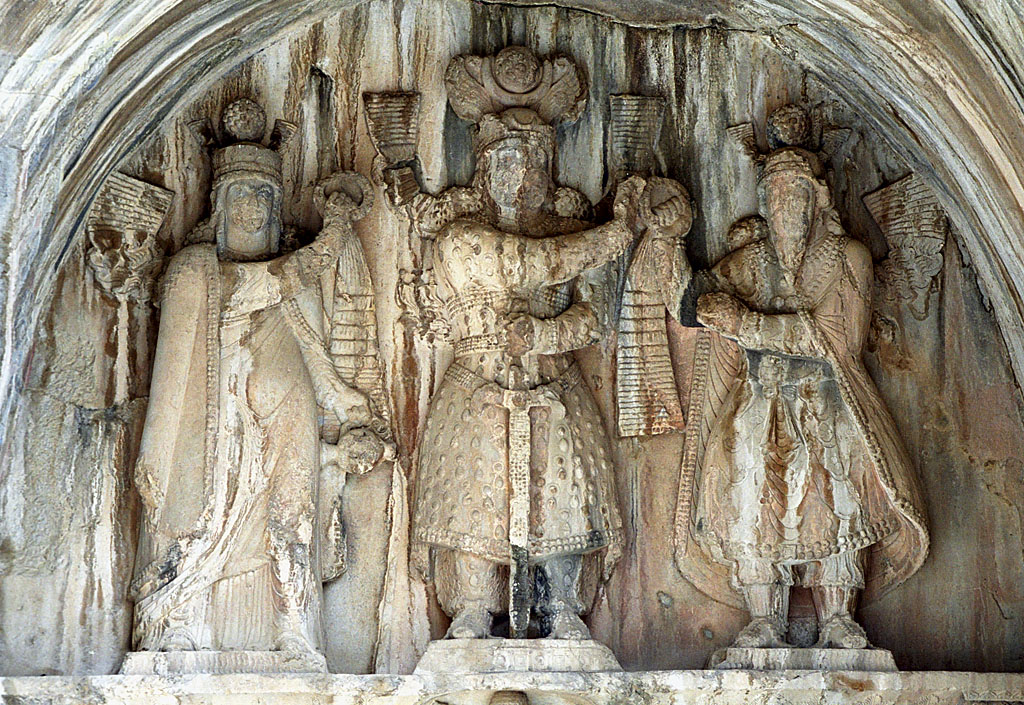
خسرو پرویز در حال دریافت حلقه شهریاری، تاق بستان

در شمال شرقی کرمانشاه کوهی است کهنسال که اکنون به علت توسعه شهر درجوار آن قرار گرفته‌است. بر پیشانی فروغمند و در دل این کوه آثار ارزنده‌ای از دوران ساسانی برجا مانده، این ناحیه به تاق بستان مشهور است که نقش‌های ساسانی در اینجا اغلب در داخل دو ایوان یا تاق تصویر شده‌اند. این شیوه با نقش برجسته‌های ساسانی که درنقاط دیگر ایوان وجود دارند متفاوت می‌باشد، این تاق‌ها یا ایوان‌ها، ورودی کاخ خای ساسانی مانند تیسفون و فیروز آباد را در ذهن بیننده تداعی می‌کنند. نقش مورد نظر در بالا و انتهای ایوان بزرگ به تصویر کشیده شده‌است، در این نقش فرمانروای ساسانی خسرو دوم (پرویز) از روبرو تصویر شده، درحالی که اهورامزدا در سمت چپ و آناهیتا در سمت راست او دیده می‌شوند. در این جا اهورامزدا نشانه سلطنت را به خسرو اعطا نموده و فرمانروا بادست راست آن را دریافت می‌دارد، درحالی که دست چپ را به نشانه احترام برقبضه شمشیر بلندی که به کمر بسته قراردارد. ازسوی دیگر آناهیتا نیز با دست راست نشانه سلطنت را به او عطا می‌کند، دردست دیگر آناهیتا سبویی است که آب آن را به سوی زمین سرازیر نموده وبا این حرکت نمادین ایزد بانوی آب برکات خود رابر سرزمین ایران و فرمانروا نازل نموده‌است. ریزش آب از این سبو نشانگر آب‌ها ی آسمانی است که باعث باروری، برکت و خرمی شده و به سلطنت شاه قدرت و استحکام می‌بخشد. پادشاه تاج بزرگی برسرنهاده که مزین به مروارید و سایر گوهرهاست و در طرفین آن بال‌های شاهین در اهتزازند و در وسط دوبال هلال ماه به چشم می‌خورد. جامه فرمانروا دارای نوارهای مواج است و شامل قبایی بلند و آستین دار شلواری گشاد و چین خورده. سراسر لباس و شلوار با مرواریدهای درشت به شکل زیبایی مزین شده‌است به‌طوری‌که ریزش قطرات آب وباران را در نظر بیننده تداعی می‌کند، این عمل آگاهانه و برای هماهنگی و همسانی با ریزش آب توسط الهه آناهیتا طراحی، ساخته و پرداخته گردیده‌است. علت ایجاد این نقش و گرفتن فر ایزدی و نشانه سلطنت از دو ایزد که نا آن زمان بی‌سابقه بوده و در نقوش دیگر نظیر آن دیده نمی‌شودبه سبب اتهام مشارکت خسرو در قتل پدرش هرمز و همچنین گرایش اوبه مسیحیت و اتحاد با امپراتور مسیحی روم و وصلت با خاندان او صورت گرفته که بدین وسیله اومی خواست خود را از این اتهامات که در بین مردم و هیئت حاکمه شایع شده بوده، مبرا کند. بدین گونه خسرو پرویز درتاق بستان به مردم ایران آگاهی داده‌است که ایزدان را سپاس می‌گذارد و فر ایزدی و نشانه شهریاری از جانب آن‌ها به او اعطا گردیده و سزاوار هرگونه سروری و فرمانروایی است.

### دریافت نشانه‌ای به عنوان برکت از آناهیتا-تنگ قندیل
این نقش در محل " تنگ قندیل " کازرون حجای شده و برخلاف سایر نقش‌های ساسانی که در دل کوه و بر پیشانی صخره کوه‌ها نقش گردیده‌اند، برتخته سنگ منفرد و عظیمی که بر روی یک تپه خاکی و در کنار یک جاده باستانی قرارداشته به تصویر کشیده شده‌است. شخصیت‌های تصویر شده در این نقش برجسته عبارتند از: آناهیتا، شاپور اول و فرزند محبوب جانشین او" هرمز".
دراین نقش، شاه در مرکز تصویر قرارگرفته ودست چپ را به نشانه احترام برقبضه شمشیر بلندی که به کمرش بسته قرارداده و با دست راست گلی را از ایزد بانوی آب به عنوان برکت و فراوانی در یافت می‌کند. به عقیده نگارندگان: گلی که آناهیتا به شاه هدیه می‌کند، احتمالاً در ارتباط باآب و نشانه زایش و فراوانی می‌باشد. با توجه به نقش اساطیری نیلوفرآبی و برخی روایات مربوط به بارورشدن آناهیتا از تخمه‌ای درون نیلوفرآبی یا افسانه‌ای شبیه به آن در خصوص تولد زرتشت از نطفه‌ای درون لوتوس شاید بتوان گل مذکور را نیلوفر آبی فرض کرد. به تعبیر دیگر شاید "گل انار"باشد که در برخی منابع آن را به آناهیتا نسبت داده‌اند؛ چنان‌که میوه انار با دانه‌های فراوان نماد باروری است. گرچه سرخی گل انار و شباهت آن به خورشید معمولاً از نشانه‌های مهر معرفی شده‌است و علائم و نشانه‌ها و آداب و رسوم آیین‌های کهن مهر و آناهیتا چنان به هم پیوسته و مشترک می‌باشد که تفکیک و شناسایی ورمز گشایی از آن‌ها کار آسانی نیست. ستایش مهر و آناهیتا پیش از زرتشت مرسوم بوده که پس ازآن ایزدان مذکور از یاران اهورامزدا معرفی می‌شوند. بامقایسه تصویر آناهیتا در پشت سکه‌های ساسانی وسایر نقش برجسته‌ها با این نقش می‌توان دریافت که این ایزد بانو همان آناهیتاست. یکی از مشخصات آناهیتا در نقش برجسته‌های ساسانی، آرایش موی آنهاست که برفراز تاج و افسری که بر سر دارند دسته‌ای ازگل به نمایش درآمده‌است. چنانچه قبلاً نیز اشاره شد؛ احتمالاً چین و شکن موها با آرایش خاصی به شکل گل و شکوفه‌ها بر سر شاه و آناهیتا نمودار شده‌است. دراغلب تواریخ آمده که هرمز جانشین شاپور پس از سعایتی که دشمنان در حضور شاپور برای غصب سلطنت نمودند خود را مجروح و دچار نقص عضو نمود تا بدین وسیله وفاداری خود را به پدرش ثابت کنند و شاپور نیز پس از اطلاع از بی گناهی او برخلاف عرف ورسم معهود که افراد ناقص به شاهی برگزیده نمی‌شدند دریک عمل شجاعانه اورابه جانشینی خود تعیین کرد و به احتمال زیاد نقش تنگ قندیل ونقش رجب که در آن شاپور درمیان افراد خاندان سلطنتی قرارگرفته و هرمز به عنوان ولیعهد و جانشین د ر پشت سر او قرار دارد، به شکل نمادین و زیرکانه‌ای برای نمایش و تأیید هرمز به جانشینی شاه پور رقم زده. این نقش در لوحه مستطیل شکل در ابعاد ۷۵/۲و۳۰/۲متر حجاری گردیده‌است. این سنگ نگاره اولین بار توسط علی اکبر سرافراز کشف و معرفی گردید.

### شاه بهرام دوم درحال نیایش -گویم
این نقش مربوط به بهرام دوم می‌باشد، که در روستای گویم سی کیلومتری غرب شیراز قراردارد. درتنگ قوام آباد در جنوب غربی این دهکده در ارتفاع ۸متری این نقش به تصویر کشیده شده‌است در سال ۱۹۲۶میلادی هرتسفلد از وجود چنین نقشی آگاه گردیدو در سال ۱۹۷۵لویی واندنبرگ آن را مورد بررسی دقیق قرارداد. ارتفاع این نقش برجسته ۲متر و عرض آن ۸۰/۱متر می‌باشد که در لوحه مستطیل شکل به تصویر کشیده شده، در این تصویر فرمانروا با همان تاجی که در سایر نقش برجسته‌ها سکه‌ها دیده می‌شود ترسیم شده و دست‌ها را به حالت نیایش و احترام یکی را بر کمر و دست دیگر را در بالا قرارداده است. متأسفانه این نقش در اثر مرور زمان و عوامل طبیعی به شدت آسیب دیده و بسیاری از جزئیات نقش محو و فرسوده گردیده.

### برم دلک شاه (بهرام دوم) درحال نیایش
این نقش دربرم دلک در ۱۲کیلومتری شهر شیراز بر صخره کوهی که در کنار نهر و بیشه زار خرمی قرار دارد ایجاد شده که در این نقش دو نفر به تصویر کشیده شده‌اند. ابعاد این سنگ نگاره ۷۰/۲در۴۰/۱ متر می‌باشد. در سمت چپ نقش فرمانروا به‌طور تمام قد تصویر شده این نقش مربوط به بهرام دوم می‌باشد زیرا تاجی که بر سر دارد همانند تاج او در سکه‌های متنوع و متعددی است که از او برجای مانده، در مقابل او شخصت دیگری دیده می‌شود که نه شاه است ونه از ایزدان، زیرا فاقد تاج که از نشانه‌های بارز ایزدان و شاهان است می‌باشد و لباس او نیز فاقد نشانه‌های ایزدی و شاهی و نوارهای مواج و مقدسی است که مربوط به آنهاست. این شخص که لباس بزرگان ساسانی را دربردارد به احتمال زیاد یکی از روحانیون بلندپایه آن عصر مخصوصاً موبد کرتیر روحانی بزرگ و معلم و مربی بهرام دوم می‌باشد زیرا او یگانه فردی بودکه توانست تصویر خود را در کنار نقش برجسته شاهان ساسانی به صورت منفرد ویا در جمع خانواده سلطنتی به صورت شخصیتی که با آن‌ها پیوندی عمیق و ناگسستنی دارد به تصور کشد، اما برکلاه او علامت قیچی که معمولاً برکلاه کرتیر در نقوش دیگر دیده می‌شود به چشم نمی‌خورد، شاید نشان قیچی پس از رسیدن کرتیر به سمت بزرگ دادور (وزیر دادگستری) به او اعطا شده بود و محتمل است که این نقش قبل از آن رویداد به تصویر کشیده شده باشد. در بین شاه و موبد آشدانی قرار دارد که در اثر عوامل طبیعی تصویر آن بسیار فرسوده شده و تقریباً مشابه آتشدانی است که در نقش تاجگیری اردشیر اول در فیروزآباد دیده می‌شوند: اکثر محققان غربی این نقش را به عنوان صحنه تاجگیری بهرام دوم کرتیر معرفی کردند و معتقدند: نشانه شهریاری نه ازسوی اهورامزدا بلکه از جانب نماینده او درروی زمین یعنی موبد کرتیر به شاه تسلیم شده‌است.
اما به دلایل زیر این نظریه برجای و استوار نیست
1. اگر چه کرتیر با لقب «تخت روان هرمز، موبد رهاننده روان بهرام موبد اهورا مزدا» آن زمان مقدس‌ترین و مقتدرترین روحانی به‌شمار می‌رفت، اما هنوز در نظر عموم مردم در حدو جایگاهی نبود که در نقش اهورا مزدا در روی زمین ظاهر شده و وظایف فرا زمینی او را انجام دهد.
2. در نقش تاج بخشی و اعطاء نشانه شهریاری به شاهان قبلی (اردشیر، شاپور، هرمز اول، بهرام اول) معمولاً حلقه سلطنت به شکلی نموده شده بود که نیمی از حلقه در دست اهورا مزدا و نیمه دیگر در دست شهریار ساسانی قرار داشت، که این امر القاکننده اهداء فرا ایزدی و حلقه شهریاری از سوی خدا به فرمانروا می‌باشد، اما در این نقش شاه وفرد مذکور به فاصله زیادی از یکدیگر قرار دارند و بین آن‌ها چیزی ردوبدل نگردیده‌است.
3. معمولاً اهورا مزدا به سبب موقعیت الهی با اندامی درشت تر و در سطح بالاتری از حاضرین در مجالس تاج بخشی ظاهر می‌شوداما در این نقش، فرد مذکور در سطح پایین‌تری از شاه به تصویر کشیده شده و فرمانروا با هیکلی درشت و نیرومند در مقابل او نمودار گردیده‌است، که براساس هنر ساسانی این امر موقعیت افراد را در نقش برجسته‌ها نشان می‌دهدو منطقی بر نظر نمی‌رسد که فردی با موقعیت پایین‌تر از شاه حلقه شهریاری را به او اعطا کند؛ بنابراین شایسته‌است که این نقش برجسته را به جای نقش تاج‌گیری به عنوان نقش بر صحنه نیایش معرفی کنیم. به نظر می‌رسد که پس از ساخته و پرداخته شدن این سنگ نگاره، بر اثر زلزله‌ای که در آن ناحیه حادث شده وبا رانش صخره‌ها شکاف بزرگی بین فرمانروا و شخصیت مذکور ایجاد شده، البته در سرزمین زلزله خیز ایران واستان فارس این مسئله امری عادی است و آثار مخرب این نوع زلزله را در سقف کعبه زرتشت و بعضی سرستون‌های تخت جمشید وسایر آثار باستانی این استان کم و بیش به چشم می‌خورد.[۲]

### موبد (کرتیر) درحال نیایش نقش رستم-نقش رجب

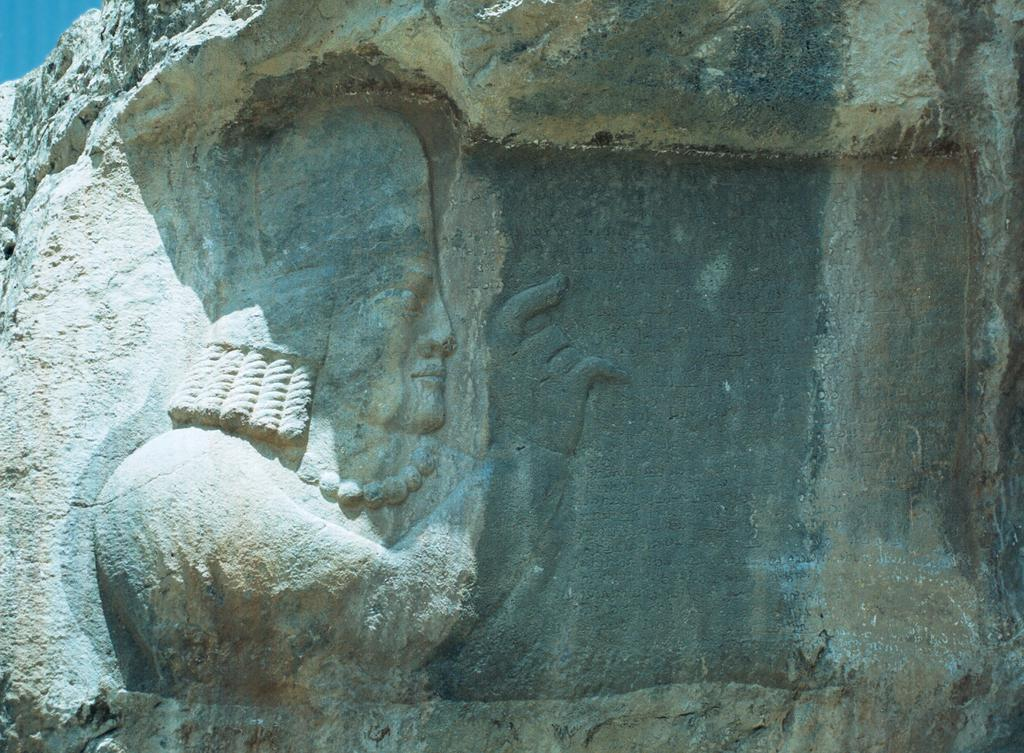
نگاره کرتیر در نقش رجب.

کرتیر روحانی بزرگ عهد ساسانی یگانه فردی بود که توانست تصویر خود را در کنار نقش برجسته شاهان ساسانی به صورت منفرد یا در جمع خانواده سلطنتی به صورت فردی که با آن‌ها پیوندی عمیق و ناگسستنی دارد به تصویر کشد. از این موبد دو نقش در حال نیایش برجای مانده‌است، یکی صحنه تاج بخشی اهورا مزدا به اردشیر اول در نقش رجب ودیگری در نقش برجسته پیروزی شاپور اول بر امپراتور روم در نقش رستم. کرتیر در این نقش‌ها دست راست خود را بالا گرفته و انگشت سبابه را به جلو خم نموده در حالیکه سایر انگشتان خود را به کف دست چسبانیده که این حالت احترام و نیایش را نشان می‌دهد. هر دو تصویر دارای کتیبه می‌باشند که اقدامات کرتیر در ترویج آئین زرتشت و تعقیب و. پیگیری دشمنان دین به‌طور مفصل توسط او تشریح شده‌است. در این تصاویر کرتیر کلاهی شبیه خاندان سلطنتی است برگر بر سر دارد و گیسوان او در چند رشته به صورت لوله‌ای آرایش و از پشت کلاه او بر روی شانه‌هایش آویخته شده‌است. او گردنبند مرواریدی که مخصوص شاه و افراد سلطنتی است بر گردن دارد. کرتیر در کتیبه کعبه زرتشت می‌گوید: که از طرف هرمز فرمانروای ساسانی به دریافت کمر و کلاه مفتخر گردید و پایه بزرگان یافت. سنگ نگاره‌ها و سنگ نوشته‌های نقش رجب ونقش رستم و سر مشهد به‌طوری‌که از متن آن‌ها برمی آید در زمان شهریاری بهرام دوم و در زمانی که کرتیر دراوج نیرومندی بود پدید آمده‌اند. بدین ترتیب کرتیر پس از خاندان شاهی بالاترین مقام و موقعیت را در کشور به دست آورد.

## صحنه‌ها و موضوعات غیرمذهبی

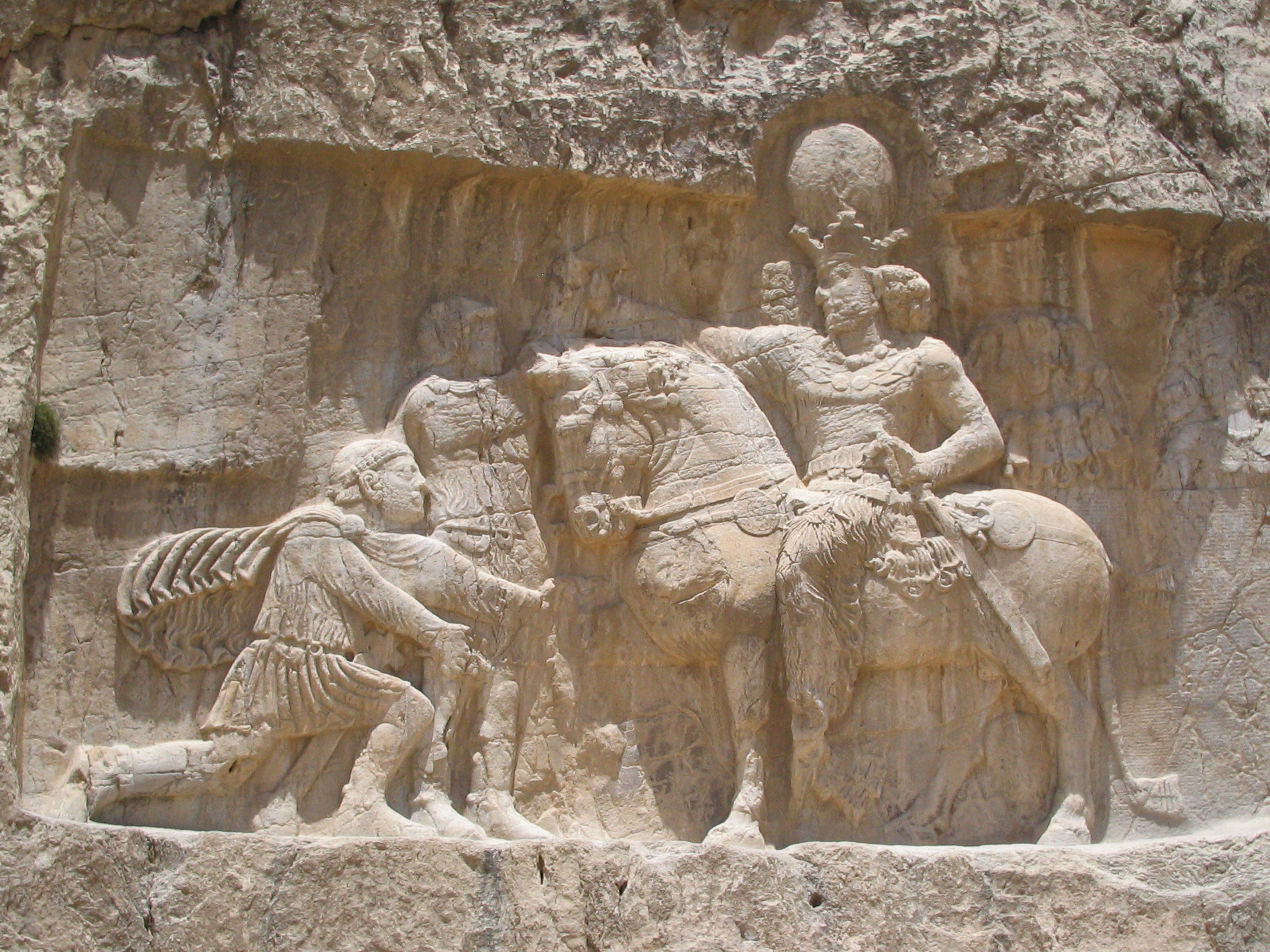
چیرگی شاپور یکم بر والرین، امپراتور روم، در نقش رستم.

موضوعات متداول در نگاره‌های غیر مذهبی بیشتر نمایش پیروزی فرمانروا بر دشمنان و اسارت آن‌ها و مناظری از نبرد تن به تن و پیروزمندانه شاه علیه دشمن و بالاخره حضور او در میان خانواده سلطنتی و درباریان و شکار است که از سرگرمی‌های متداول خانواده سلطنتی در آن دوران به‌شمار می‌رفته‌است. اگر با دقت این تصاویر را مورد توجه قرار دهیم مقام و موقعیت فرمانروایان و دشمنان و همچنین آنها برما روشن و آشکار خواهدشد. دراینجا با روش نگارش چهره‌های خانواده سلطنتی و بزرگان، به جلوه و حاکمیت مقام آن‌ها پی می‌بریم. یکی از ویژگی‌های مهم این نقش‌ها در آن است که رویدادهای تاریخی و قدرت و عظمت فرمانروای ساسانی به نحوه استادانه‌ای در آن‌ها به تصویر کشیده شده‌است. تعیین تاریخ پیدایش این نقش‌ها بر صخره‌ها و پیگیری در پدید آمدن آن‌ها به ما امکان می‌دهد تا با دید وسیع تری دربارهٔ رویدادهای مهم تاریخی در دوران ساسانی قضاوت و داوری کنیم، همچنین بخش مهمی از هنر ساسانی در تصاویر این سنگ نگاره‌ها در دسترس و در مقابل دید ما قرار دارد.
صحنه‌های غیر مذهبی به شرح زیر می‌باشند:
1. پیروزی فرمانروا بر دشمنان و اسارت آنها
2. نبرد تن به تن و پیروزمندانه شاه علیه دشمن
3. بزرگان و درباریان در حضور فرمانروا
4. شاه در میان خانواده سلطنتی
5. شکار شاهی
6. فرمانروا سوار بر اسب با لباس رزم

این نقوش در سلماس، نقش رجب، نقش رستم، برم دلک، دارابگرد، بیشاپور، فیروزآباد، سراب بهرام و طاق بستان قرار دارند.

### پیروزی اردشیر بر دشمنان سلماس

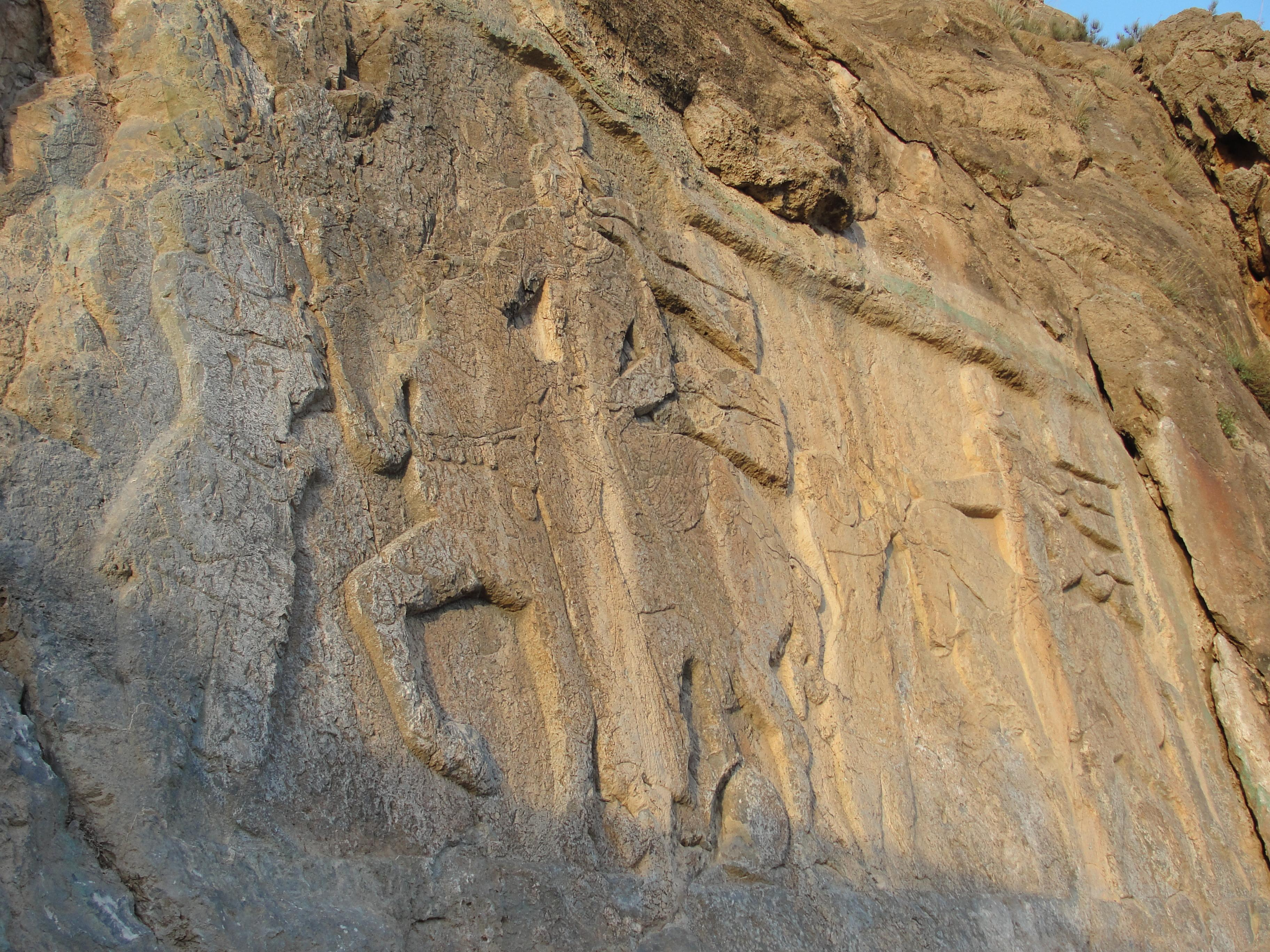
سنگ‌نگاره ساسانی خان‌تختی، از چپ به راست: نجیب‌زاده ارمنی در حال هدیه دادن به اردشیر پاپکان، اردشیر سوار بر اسب، نجیب‌زاده ارمنی در حال هدیه دادن به شاپور یکم، شاپور سوار بر اسب

این نقش در حوالی دهکده‌ای به نام خان تختی در ۳۰ کیلومتری شهر سلماس در آذربایجان غربی قرار دارد. در این سنگ نگاره ۴ نفر، دو سوار ودو پیاده به تصویر کشیده شده‌اند. این دو سوار براساس اصول تصویر شناسی هنر ساسانی متعلق به اردشیر اول بنیان‌گذار سلسله ساسانی، پسر و جانشین او شاپور می‌باشند. سواران عنان مرکب خود را با دست چپ گرفته‌اند وبا دست راست حلقه‌ای را که نشانه قدرت و فرمانروایی می‌باشد به افراد پیاده که از فرمانروایان محلی هستند اهداء می‌کنند. افراد پیاده را (جکسون) محقق آمریکایی و بعضی دیگر از پژوهندگان غربی از بزرگان ارمنی معرفی کرده‌اند که این نظریه بر جای و استوار نیست. پس از شکست و کشته شدن اردوان پنجم آخرین فرمانروای اشکانی(۲۲۴ م) توسط اردشیر و شکست برادرش بلاش پنجم در سلوکیه(۲۲۸م) پسر اردوان به نام «آرتاواز» قیام کرد وبر ناحیه غرب ایران و شهر مهم آن همدان و همچنین آذربایجان و بعضی نقاط دیگر تسلط یافت. در پیکرهایی که بین اردشیر و آرتاواز برای کسب قدرت به وقوع پیوست. عده‌ای از حکمرانان و خاندان‌های پارتی از اردشیر حمایت و جانبداری می‌کردند. موسس خورناتسی در کتاب تاریخ ارمنستان می‌گوید: 
دو شاخه مهم از دودمان پارتی که سورن واسپهبد نامیده می‌شدند اردشیررا علیه پارتیان یاری می‌کردند.
 بالاخره آرتاواز در سال ۲۳۰م از اردشیر شکست خورد و ساسانیان قدرت را به دست گرفتند. افراد پیاده از لحاظ قیافه، آرایش مو و پوشاک کاملاً شبیه بزرگان پارتی می‌باشند و سران همان خاندان‌هایی هستند که اردشیر را در جنگ علیه آرتاواز یاری نمودند، در حقیقت نقش سلماس نقش پیروزی اردشیر بر ارتاواز می‌باشد اما چون فرمانروای اشکانی یعنی اردوان سال‌ها قبل توسط اردشیر مغلوب شده بود، آرتاواز از دیدگاه او یک یاغی محسوب می‌شد و شایستگی آن را نداشت که در نقش برجسته‌ای به تصویر کشیده شود. نکته دیگر که قابل بررسی بود و باید به آن توجه نمود مفهوم حلقه‌ای است که از طرف فرمانروا به حاکم محلی و فرودست خود اهداء نموده، این حلقه موسوم به حلقه قدرت می‌باشد. حلقه‌های قدرت معمولاً با دو مفهوم متفاوت در هنر اشکانی و ساسانی متجلی می‌شود:
1. حلقه‌ای که شهریار از ایزد و الهه‌ها دریافت می‌کرد که این حلقه براساس باور آن‌ها نماد فراایزدی بود و اهداء آن از سوی یک انسان به شاه با عقاید مذهبی منافات داشت، این حلقه دارای ویژگی خاصی بود بدین معنی که نواری بلند و مواج به آن متصل بود، این نوار به صورت‌های مختلف در افسر و لباس فرمانروا در نقش برجسته‌ها تکرار شده‌است.
2. حلقه‌ای که فاقد نوار بود و از طرف شهریار به حکام زیردست او اهداء می‌شد. در نقش برجسته اشکانی واقع در سرپل ذهاب گودرز پادشاه اشکانی این حلقه را به یکی از حکام اهداء می‌کند، در آن نقش همانند سنگ نگاره سلماس شاه سوار بر اسب و حاکم تابع او پیاده ترسیم شده‌اند. می‌توان پنداشت که نقش سلماس از لحاظ زمانی دومین نقش برجسته ساسانی است. (بعداز نقش پیروزی اردشیر بر اردوان در فیروزآباد) این نقش تلفیقی از هنر پارت و ساسانی است، عمق کم نقوش و بازنمایی تصاویر از روبرو که از خصوصیات بارز هنر پارتی است در این نقش تا حدودی رعایت شده، اما فرم کلی تصاویر فرمانروایان و تزئینات لباس و برگستوان اسبان برگرفته از هنر ساسانی است.[۲]